# Rangordnungsfilter
Die Rangordnungsfilter gehören zur Klasse der nichtlinearen Filter in der digitalen Bildverarbeitung. Dies sind Filter, die nicht durch eine Faltung beschrieben werden können.
Bei den Rangordnungsfiltern werden die Grauwerte der Pixel in einer definierten Umgebung eines Pixels aufgesammelt, nach der Größe sortiert und in eine Rangordnung gebracht. Nun wird ein Grauwert aus dieser sortierten Liste ausgewählt, der den Grauwert des aktuellen Pixels ersetzt.
Die Wahl der Position bestimmt die Art des Rangordnungsfilters. Bei einer aufsteigenden Sortierung erhält man den
- Minimumfilter, für den minimalen Grauwert, erste Position der Liste
- Medianfilter, für den Grauwert, der sich in der Mitte der Liste befindet
- Maximumfilter, für den maximalen Grauwert, letzte Position der Liste.

## Minimumfilter
Beim Minimumfilter werden die Grauwerte der Pixel in einer definierten Umgebung eines Pixels aufgesammelt und der Größe nach sortiert. Nun wird der kleinste Grauwert dieser sortierten Liste gewählt, dieser ersetzt den Grauwert des aktuellen Pixels.

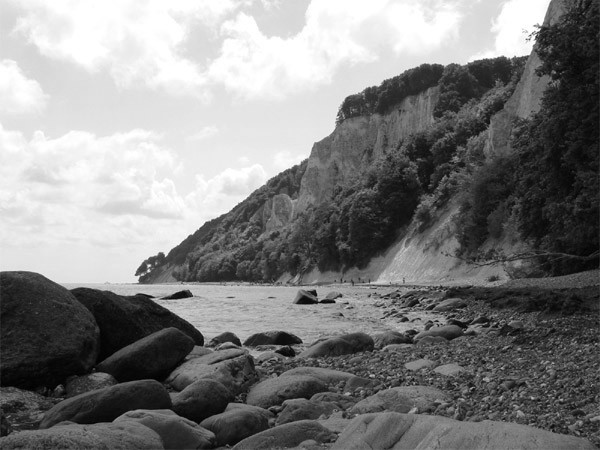
Originalbild
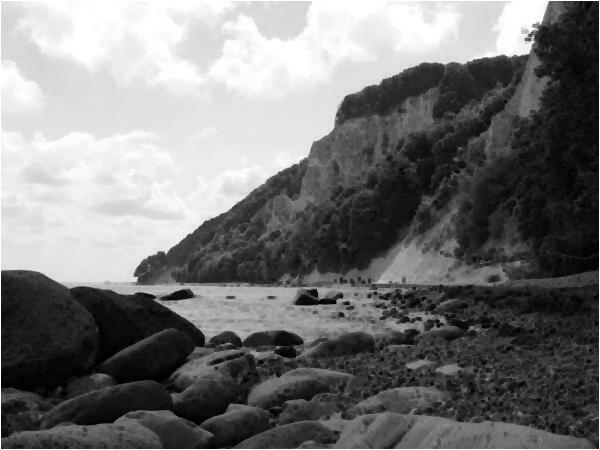
3×3-Minimumfilter
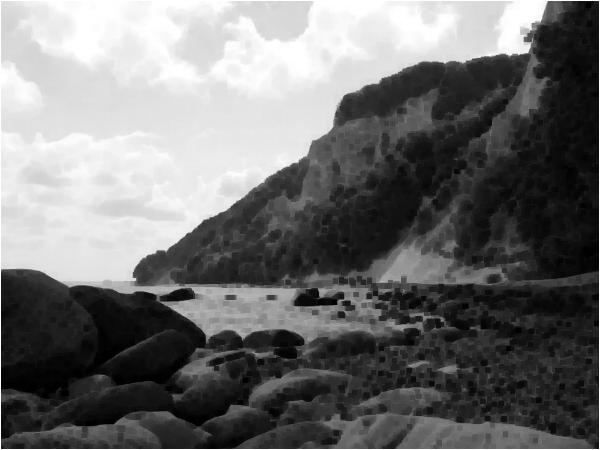
5×5-Minimumfilter
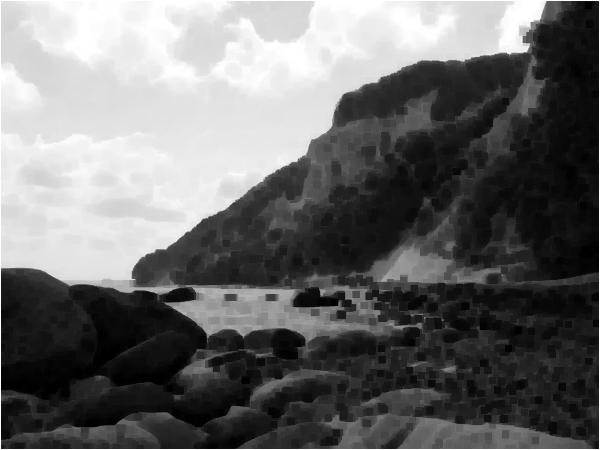
7×7-Minimumfilter
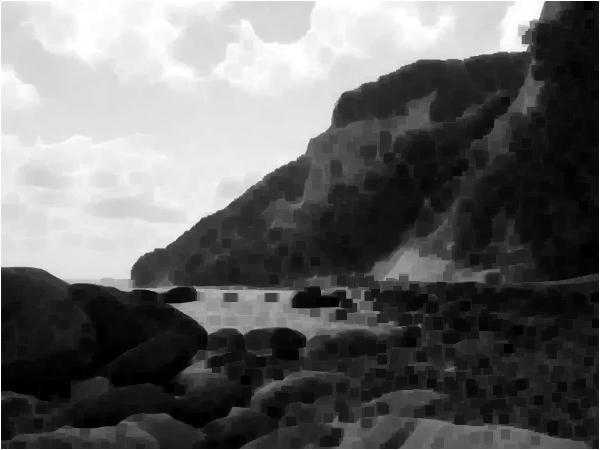
9x9-Minimumfilter
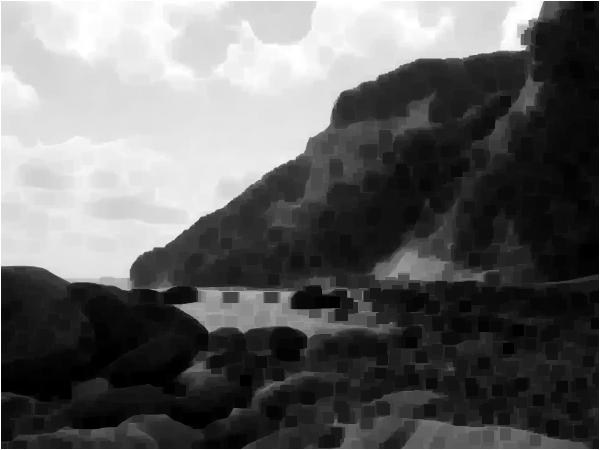
11×11-Minimumfilter
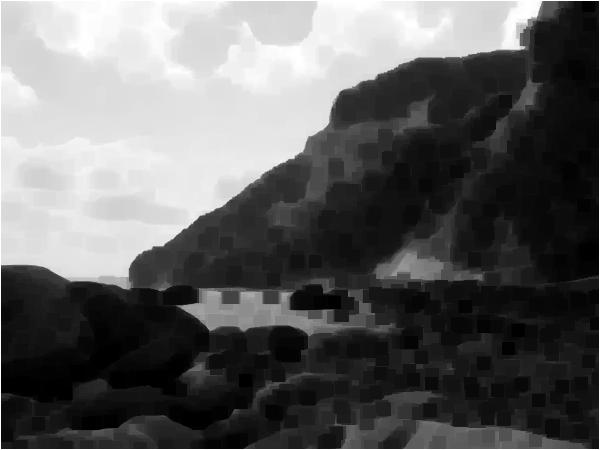
13×13-Minimumfilter
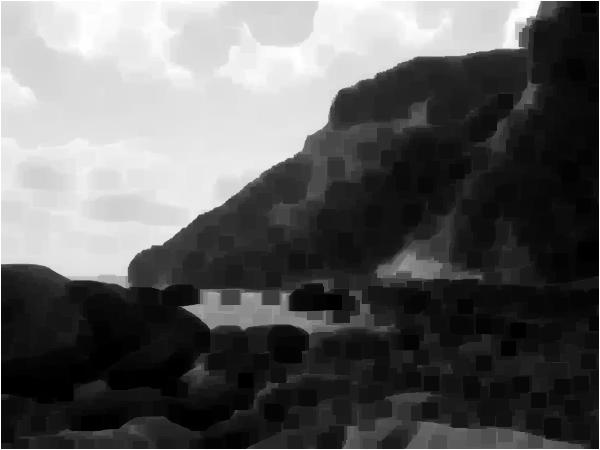
15×15-Minimumfilter

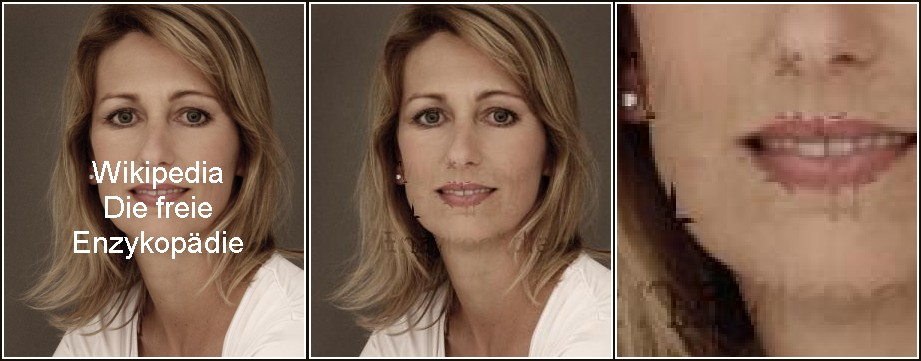
Filterung weißer Flächen (siehe Text)

Das Beispiel rechts zeigt die automatische Filterung von weißem Text. Das linke Teilbild ist mit einem weißen Schriftzug versehen. Das Ergebnis der automatischen Filterung sieht man im mittleren Bild, rechts als dreifache Ausschnittsvergrößerung.
Der Minimum-Filter ersetzt die Werte einer Umgebung durch den kleinsten Wert der Umgebung. Ist die Umgebung ausreichend groß, hier 5 × 5 Pixel, finden sich in ihr neben den Maximalwerten für die Farbe Weiß der Schrift auch kleinere Grau- oder Farbwerte. Die kleineren Werte ersetzen das Weiß. Damit nicht das gesamte Bild verläuft wie in den Demobildern oben, wurde zusätzlich ein Schwellwertfilter zwischengeschaltet, um Pixelwerte dunkler als Weiß unverändert zu lassen.

## Medianfilter

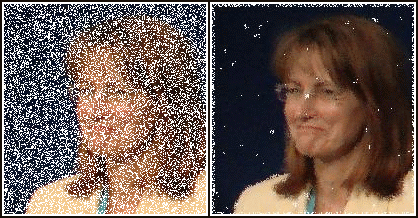
Median-Bildfilterung eines Bildes mit weißen Störpixeln

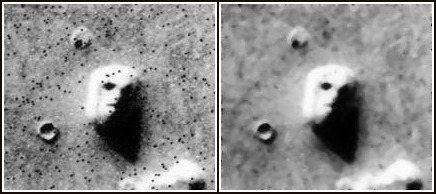
Medianfilterung (rechts) einer Aufnahme des Mars (links) von 1976 durch Viking 1 aus der Cydonia-Region

Beim Medianfilter werden die Grauwerte der Pixel in einer definierten Umgebung eines Pixels aufgesammelt und der Größe nach sortiert. Nun wird der mittlere Grauwert (Median) dieser sortierten Liste gewählt, dieser ersetzt den Grauwert des aktuellen Pixels.
Medianfilter haben im Vergleich zu Boxfiltern den Vorteil, dass einzelne Pixel ersetzt werden, ohne dadurch eine Kantenglättung zu bewirken.
Das linke Bild des oberen Fotopaars ist von statistisch verteilten weißen Pixeln überlagert. Eine Median-Filterung führt zum Ergebnis rechts. Obwohl keine zusätzlichen Informationen über das Bildmotiv hinzugefügt wurden, ist das rechte Bild leichter zu erkennen.
Die weißen Pixel erzeugen viele Kontrastsprünge und behindern die Bildwahrnehmung im Gehirn. Werden sie durch Farbwerte aus ihrer Umgebung ersetzt, entsteht ein leicht unscharfes Bild ohne bildfremde Kanten. Die Ausreißerpixel (hier weiß (Salt)) werden auch Salt and Pepper genannt.
Das untere Fotopaar zeigt das Ergebnis einer Medianfilterung (Blockgröße: 5 Pixel) an einer Marsaufnahme aus dem Jahr 1976, die von dunklen Pixeln durchsetzt ist.
Hier ein Beispiel für den Unterschied zwischen Medianfilter und Mittelwertberechnung:
Median von {1, 3, 5, 8, 103} = 5 hingegen der Mittelwert von {1, 3, 5, 8, 103} = 24 
An diesem deutlichen Unterschied lässt sich leicht erkennen, dass der Medianfilter wesentlich stabiler gegenüber „Ausreißern“ im Bild ist. Der Mittelwertfilter würde diese Ausreißer mit in den neuen Farbwert einrechnen und ihn somit verfälschen.
Bei Schrift zeigt der Medianfilter eindeutige Schwächen. So würde schwarze Schrift auf weißem Untergrund nicht mehr angezeigt werden, da der Großteil der umgebenden Pixel weiß ist. Ein 3×3-Medianfilter lässt alle „Striche“ weg, die kleiner als 2 Pixel breit sind. Ein 9x9-Medianfilter lässt sogar alle „Striche“ weg, die eine Breite von weniger als 5 Pixel haben.
Bei mehrkanäligen Bildern (Farbbilder) ist es nicht unbedingt sinnvoll den Medianfilter auf alle Kanäle separat anzuwenden und anschließend die Kanäle zusammenzuführen. Dabei entstehen im Allgemeinen neue Farben, die das Bild verfälschen können. Eine Möglichkeit diese Problematik zu umgehen ist die Verwendung des Vektor-Medianfilter.

## Maximumfilter
Beim Maximumfilter werden die Grauwerte der Pixel in einer definierten Umgebung eines Pixels aufgesammelt und der Größe nach sortiert. Nun wird der größte Grauwert dieser sortierten Liste gewählt, dieser ersetzt den Grauwert des aktuellen Pixels.

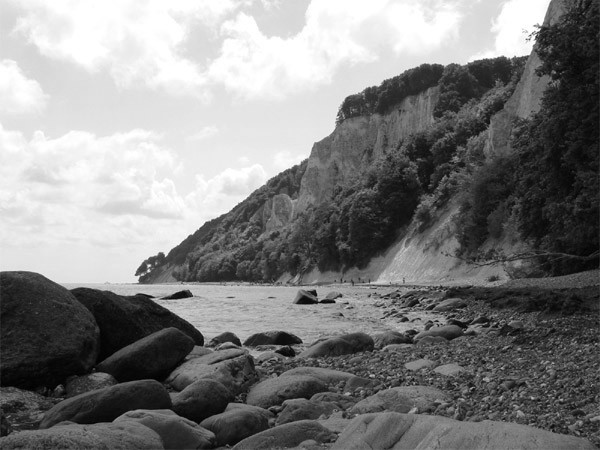
Originalbild
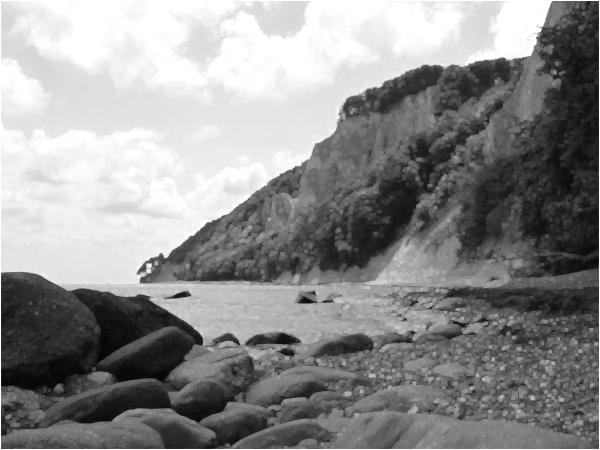
3×3-Maximumfilter
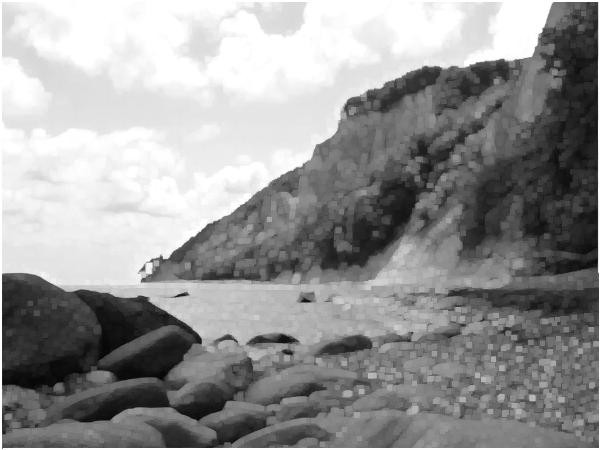
5×5-Maximumfilter
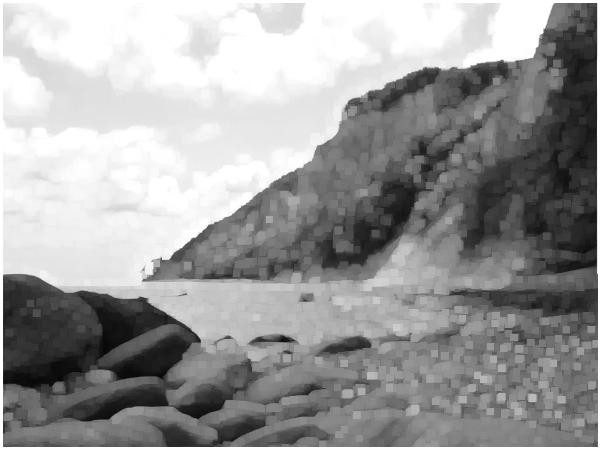
7×7-Maximumfilter
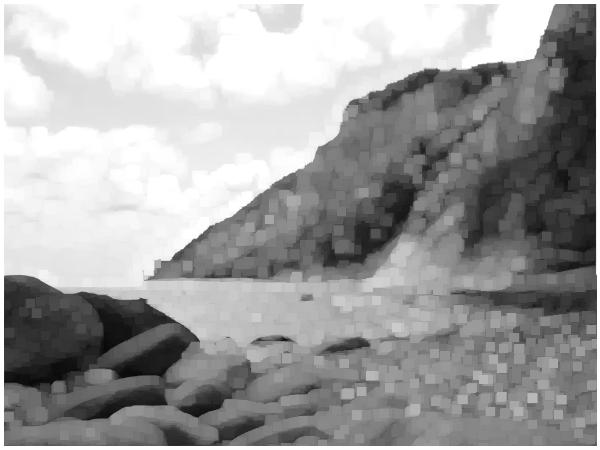
9×9-Maximumfilter
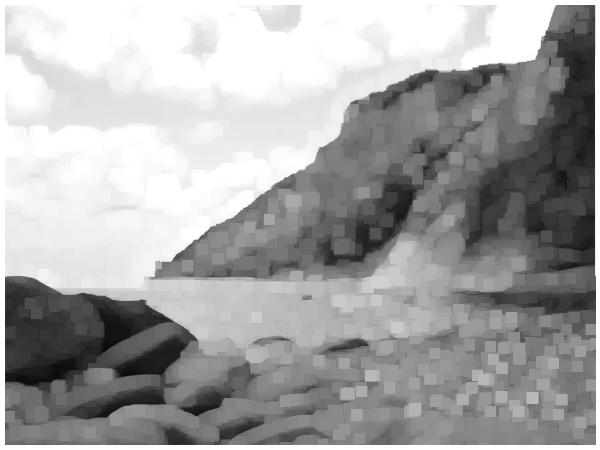
11×11-Maximumfilter
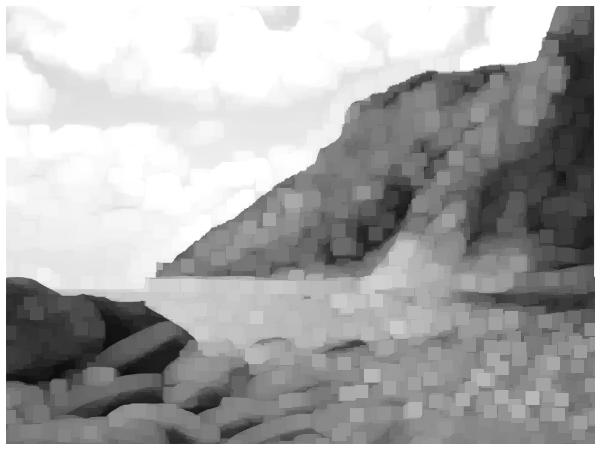
13×13-Maximumfilter
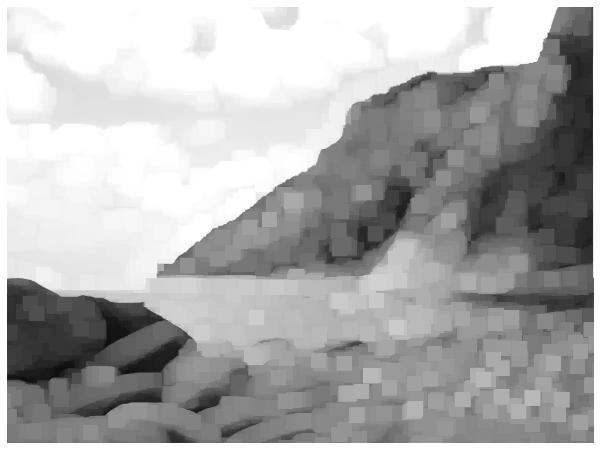
15×15-Maximumfilter